# Célula da granulosa
A Célula da granulosa ou Célula Folicular é um tipo de célula somática do cordão sexual que está intimamente associada ao desenvolvimento de gameta feminino (chamado de um ovócito ou óvulo) nos ovários de mamíferos.